# ドラガナ・ミルコヴィッチ
ドラガナ・ミルコヴィッチ（セルビア語:Драгана Мирковић / Dragana Mirković、1968年1月18日 - ）は、セルビアのターボ・フォーク歌手である。

## 来歴
1968年1月18日に、ユーゴスラビア社会主義連邦共和国のセルビア社会主義共和国・ポジャレヴァツ市のカシドル（Kasidol）に生まれ、子供時代をすごした。子供時代は、両親、祖父母、姉妹と共に暮らした。
1984年に最初のアルバム『Imam dečka nemirnog』をリリースし、その後2000年まで毎年アルバムをリリースし続けた。その後、オーストリアのビジネスマンとの結婚のため、暫く活動を中止して家庭を築くことに専念することを決め、2004年までまったくリリースのない状態が続いた。1980年代後半から1990年代初期にかけて、バンド・ユジュニ・ヴェタル（Južni Vetar）とツアーやレコーディングを共にした。2004年、デビュー20年目を飾るアルバムをリリースした。2006年には18枚目のアルバム『Luče moje』を、2008年には『Eksplozija』をリリースした。
夫のトニ・ビイェリッチ（Toni Bijelić）との間に息子と娘がおり、オーストリアのウィーンに暮らしている。夫妻はポジャレヴァツに拠点を置くDM SAT（DM SAT）という独自のバルカン音楽のチャンネルを持っており、ケーブル配信や衛星配信を通じてバルカン各地で視聴できる。

## ディスコグラフィー

### アルバム
1. Imam dečka nemirnog - Diskos、1984年
2. Umiljato oko moje - Diskos、1985年
3. Spasi me samoće - ユジュニ・ヴェタルと共演、Diskos、Južni vetar、1986年
4. Ruže cvetaju samo u pesmama - ユジュニ・ヴェタルと共演、Diskos、Južni vetar、1987年
5. Najlepši par - ユジュニ・ヴェタルと共演、Diskos、Južni vetar、1988年
6. Simpatija - ユジュニ・ヴェタルと共演、Diskos、Južni vetar、1989年
7. Pomisli želju - ユジュニ・ヴェタルと共演、Diskos、Južni vetar、1990年
8. Dragana（Dobra devojka） - PGP-RTB、1991年
9. Dragana（Umirem majko） - ZAM、1992年
10. No. 10（Do poslednjeg daha） - ZAM、1993年
11. Slatko od snova（Soundtrack） - ZAM、1993年
12. Dragana（Nije tebi do mene） - PGP-RTS、Lucky Sound、1994年
13. Dragana（Plači zemljo） - PGP-RTS、Daniel Estrada、1995年
14. Dragana（Nema promene） - PGP-RTS、1996年
15. Dragana（Kojom gorom or Niko nikog ne voli） - PGP-RTS、1997年
16. Dragana & Zlaja Band（U godini） - PGP-RTS、グランド・プロダクション、1999年
17. 16（Sama）- コムナ、2000年
18. Trag u vremenu - コムナ、DMB Wien、2004年
19. Luče moje - PGP-RTS、2006年
20. Eksplozija - Vujin Records、DM SAT、2008年

### ゲスト・シングル
- シナン・サキッチ（Sinan Sakić） & ドラガナ・ミルコヴィッチ - "Svi Grešimo"（1989年）
- ミオドラグ・ヤコヴリェヴィッチ・ヤカ（Miodrag Jakovljević Jaka & ドラガナ・ミルコヴィッチ - "Ja te volim to ne krijem"
- ラデ・クルスティッチ（Rade Krstić） & ドラガナ・ミルコヴィッチ - "Voljeno moje"
- ザナ（Zana） & ドラガナ・ミルコヴィッチ - "Moj doktore"（1989年）
- ゾリツァ・ブルンツリク（Zorica Brunclik） & ドラガナ・ミルコヴィッチ - "Sele moja"（1995年）
- ビート・ストリート（Beat Streat） & ドラガナ・ミルコヴィッチ - "Samo jedan sat" (1996年）
- ゾラン・スタルチェヴィッチ（Zoran Starčević） & ドラガナ・ミルコヴィッチ - "Zenico oka mog" (1999年）
- ディヴリ・ケステン（Divlji Kesten） & ドラガナ・ミルコヴィッチ - "Srcu nije lako" (2003年）
- ハリ・マタ・ハリ（Hari Mata Hari） & ドラガナ・ミルコヴィッチ - "Ja imam te a k`o da nemam te"（2003年）
- ダニエル・ジョキッチ（Daniel Đokić） & ドラガナ・ミルコヴィッチ - "Život moj"（2007年）
- ミレ・キティッチ（Mile Kitić）、シェムサ・スリャコヴィッチ（Šemsa Suljaković）、シナン・サキッチ、ケマル・マロヴチッチ（Kemal Malovčić） & ドラガナ・ミルコヴィッチ - "Jači nego ikad"（2008年）